# The Association of Japanese Animations
The Association of Japanese Animation (AJA) (日本動画協会 Nippon Douga Kyoukai?) es un grupo industrial formado por 52 empresas de producción de animación afiliadas, ubicado en Akihabara, Soto Kanda, Chiyoda, Tokio, Japón.

## Deberes
El alcance de los deberes de AJA son para trabajar en diversos temas relacionados con la industria de la animación japonesa, de la que la mayoría de los miembros son parte.
La mayoría de los miembros de AJA son pequeñas y medianas empresas, de ahí la necesidad de AJA de unirse conjuntamente para superar algunos de los problemas más grandes, como la violación de la propiedad intelectual, la piratería tan rampante y el intercambio ilegal de archivos que ha aumentado debido a la introducción de software de red P2P.
Además de lo anterior, AJA también sirve para resolver problemas y proporcionar mejoras en el entorno de producción en general, las aptitudes y las operaciones de ultramar.
AJA se esfuerza cada día para hacer frente a estos problemas, incluso si es una tarea difícil.

## Eventos
AJA también organiza eventos para promover el trabajo de sus miembros a la principal distribuidora de licencias de otras regiones, R1 (Estados Unidos), R2 (Reino Unido), R3 (SEA), R4 (Aus) y así sucesivamente, con el objetivo de promover la animación japonesa al mundo.
Uno de sus eventos es el más grande evento relacionado con el anime (animación japonesa) en Japón, el Tokyo International Anime Fair.
Desde abril de 2014, la AJA tomó el liderazgo de Young Animator Training Project (若手アニメーター育成プロジェクト Wakate Animētā Ikusei Purojekuto?), un proyecto anual lanzado por primera vez en 2010 por la asociación de creadores de animación japonesa y financiado por la Agencia de asuntos culturales del gobierno japonés, a fin de apoyar a los animadores en formación. El proyecto cuenta con una serie de cortos de animación producidos por diversos estudios de animación cada año. Desde entonces se ha cambiado el nombre por Anime Mirai (アニメミライ?).